# Protektor (film 2009)
Protektor – czesko-niemiecki dramat filmowy z 2009 roku w reżyserii Marka Najbrta.

## Opis fabuły
Akcja filmu rozgrywa się w ogarniętej wydarzeniami II wojny światowej Czechosłowacji.
To właśnie tam żywot wiedzie popularny spiker radiowy Emil Vrbata wraz ze swą żoną Hanką. Nowa rzeczywistość, jakiej poddani zostali jego rodacy wskutek niemieckiej okupacji, nabiera dla mężczyzny szczególnego wymiaru, bowiem wybranka jego serca jest Żydówką. Decyduje się on na współpracę z niemieckim radiem, a tym samym jego głos staje się symbolem nowych czasów – niemieckiej okupacji Czechosłowacji.
Jednak to tylko początek ciągu wydarzeń stopniowo przeradzających się w wojnę, która na dobre zagości w... mieszkaniu państwa Vrbatów.

## Obsada
- Emil Vrbata – Marek Daniel
- Vera – Klára Melísková
- Petr – Tomás Mechácek
- Właściciel radia – Matthias Brandt
- Krista – Sandra Nováková
- Franta – Martin Myšička
- Kolega – Jan Budař
- Fantl – Jirí Ornest
- Hana Vrbatová – Jana Plodková
- Producent – Josef Polásek
- Oficer Gestapo – Simon Schwarz
- Jindra – Tomás Zatecka
- Cyril Drozda
- Leos Noha
- Jan Rehák
- Daniel Sidon

## Ekipa
- Reżyseria – Marek Najbrt
- Scenariusz – Robert Geisler
- Scenariusz – Benjamin Tucek
- Scenariusz – Marek Najbrt
- Zdjęcia – Miloslav Holman
- Montaż – Pavel Hrdlicka
- Muzyka – Petr Marek
- Produkcja – Milan Kuchynka
- Produkcja – Pavel Strnad
- Casting – Katerina Oujezdská

## Nagrody i nominacje
- 2010: sześć Czeskich Lwów za najlepszy film roku, reżyserię, scenariusz, główną rolę żeńską (Jana Plodková), muzykę i montaż

## Produkcja
Zdjęcia kręcono w Pradze.